# Waikouaiti River
Der Waikouaiti River, früher als Waikawaiti River bezeichnet, ist ein Fluss in der Region Otago auf der Südinsel von Neuseeland.

## Geographie
Der Waikouaiti River entsteht durch den Zusammenfluss des Waikouaiti River North Branch und des Waikouaiti River South Branch.
- Waikouaiti River North Branch, 60 km Länge, Quelle: 45° 23′ 26″ S, 170° 26′ 17″ O
- Waikouaiti River South Branch, 36 km Länge, Quelle: 45° 44′ 46″ S, 170° 27′ 35″ O

Von dem Zusammenfluss aus bewegt sich der Waikouaiti River ostwärts und dreht auf der Hälfte seiner Strecke bevorzugt in südliche Richtung. Bei Karitane und rund 3,4 km südlich von Waikouaiti mündet der Waikouaiti River schließlich in den Pazifischen Ozean. Die Gesamtlänge des Flusse beträgt 10,5 km, wovon die letzten 5 km unter dem Gezeiteneinfluss stehen und salzhaltiges Wasser enthalten.
Insgesamt entwässert der Waikouaiti River mit all seinen Zuträgern eine Fläche von 425 km².
Rund 1 km westlich von Waikouaiti überquert der New Zealand State Highway 1 den Fluss.

## Waikouaiti River North Branch
Der Waikouaiti River North Branch entspringt auf eine Höhe von ca. 500 m westsüdwestlich des Tagebaus der Macraes Gold Mine und fließt über knapp fie Hälfte seines Flussverlaufes zunächst bevorzugt in südöstliche Richtung. Rund 12 km westnordwestlich von Palmerston schwenkt der Fluss dann auf eine südsüdwestche bis südliche Richtung ein, um dann rund 5,7 km nordwestlich seines Zusammenflusses mit dem Waikouaiti River South Branch auf eine bevorzugte südöstlich Richtung einzuschwenken. Die Gesamtlänge des Waikouaiti River North Branch liegt bei ca. 60 km.

## Waikouaiti River South Branch
Der Waikouaiti River South Branch entspringt rund 8,4 km westlich von Waitati an der nordöstlichen Flanke der Silver Peaks auf einer Höhe von 640 m. Von dort aus fließt der Fluss bevorzugt in nordnordöstlich Richtung und bildet nach ca. 36 km Flussverlauf zusammen mit dem Waikouaiti River North Branch den Waikouaiti River.